# Punta Pingüino (San Pedro)
La punta Pingüino 54°21′S 36°12′O / -54.350, -36.200 es una punta que se ubica al norte de la bahía Jorge y al sur de la bahía Pingüino y del puerto Nueva Fortuna, sobre la costa nordeste de la isla San Pedro, en el archipiélago de las Georgias del Sur.
En el islote oriental de este accidente geográfico se encuentra uno de los puntos que determinan las líneas de base de la República Argentina, a partir de las cuales se miden los espacios marítimos que rodean al archipiélago.